# Ліанна Сван
Ліанна Сван (нар. 25 березня 1997) — пакистанська плавчиня.
Учасниця Олімпійських Ігор 2016 року.